# Oedemopsis admirabilis
Oedemopsis admirabilis là một loài tò vò trong họ Ichneumonidae.